# Edward Kawa-Kawicki
Edward Kawa-Kawicki (ur. 25 maja 1902 w Bogumiłowicach, zm. wiosną 1940 w Charkowie) – kapitan lekarz Wojska Polskiego, ofiara zbrodni katyńskiej.

## Życiorys
Edward Kawa-Kawicki urodził się 25 maja 1902 roku Bogumiłowicach w rodzinie chłopskiej Jakuba i Marianny z Bibrów. Ukończył 4 klasy miejscowej szkoły a następnie w 1913 roku rozpoczął naukę w I Gimnazjum w Tarnowie, naukę przerwał wybuch I wojny światowej. Po odzyskaniu niepodległości Edward Kawicki kontynuował naukę w I Gimnazjum w Tarnowie, gdzie w 1923 roku zdał z wyróżnieniem maturę. W tym samym roku został przyjęty do Wojskowej Szkoły Sanitarnej w Warszawie, która w 1924 roku została przemianowana na Oficerską Szkołę Sanitarną. Jako podchorąży studiował na Wydział Lekarski Uniwersytetu Warszawskiego. Po 6 latach studiów uzyskał w 1929 roku tytuł doktora nauk lekarskich.
26 czerwca 1929 roku Prezydent RP Ignacy Mościcki mianował go podporucznikiem ze starszeństwem z dniem 1 marca 1929 roku i 7. lokatą w korpusie oficerów sanitarnych w grupie lekarzy, a Minister Spraw Wojskowych wcielił do kadry oficerów służby zdrowia z równoczesnym oddaniem do dyspozycji komendanta kadry oraz równoczesnym przydziałem do Szpitala Szkolnego Centrum Wyszkolenia Sanitarnego na staż do dnia 31 października 1930 roku. W styczniu 1931 roku został przeniesiony do 11 pułku piechoty w Szczakowej na stanowisko lekarza. W 1937 roku został przeniesiony w randze kapitana do Centrum Wyszkolenia Broni Pancernych w Modlinie, w charakterze naczelnego lekarza garnizonu.
Na kapitana został awansowany ze starszeństwem z dniem 19 marca 1939 roku i 1. lokatą w korpusie oficerów zdrowia, grupa lekarzy. W 1939 roku był naczelnym lekarzem 1 pułku artylerii ciężkiej w Modlinie.
W momencie wybuchu II wojny światowej został mianowany lekarzem kolumny sanitarnej i szpitala wojennego SGO „Narew”. Grupa ta w wyniku działań wojennych doszła do rzeki Bug. Tutaj dr Kawicki dostał się do niewoli radzieckiej. Przewieziono go do obozu w Starobielsku. Wiosną 1940 roku został zamordowany przez funkcjonariuszy NKWD w Charkowie i pogrzebany potajemnie w bezimiennej mogile zbiorowej w Piatichatkach, gdzie od 17 czerwca 2000 roku mieści się oficjalnie Cmentarz Ofiar Totalitaryzmu w Charkowie. Jego znaczek identyfikacyjny odnaleziono w zbiorowej mogile w 1998 roku. Figuruje na Liście Starobielskiej NKWD, pod poz. 1443.

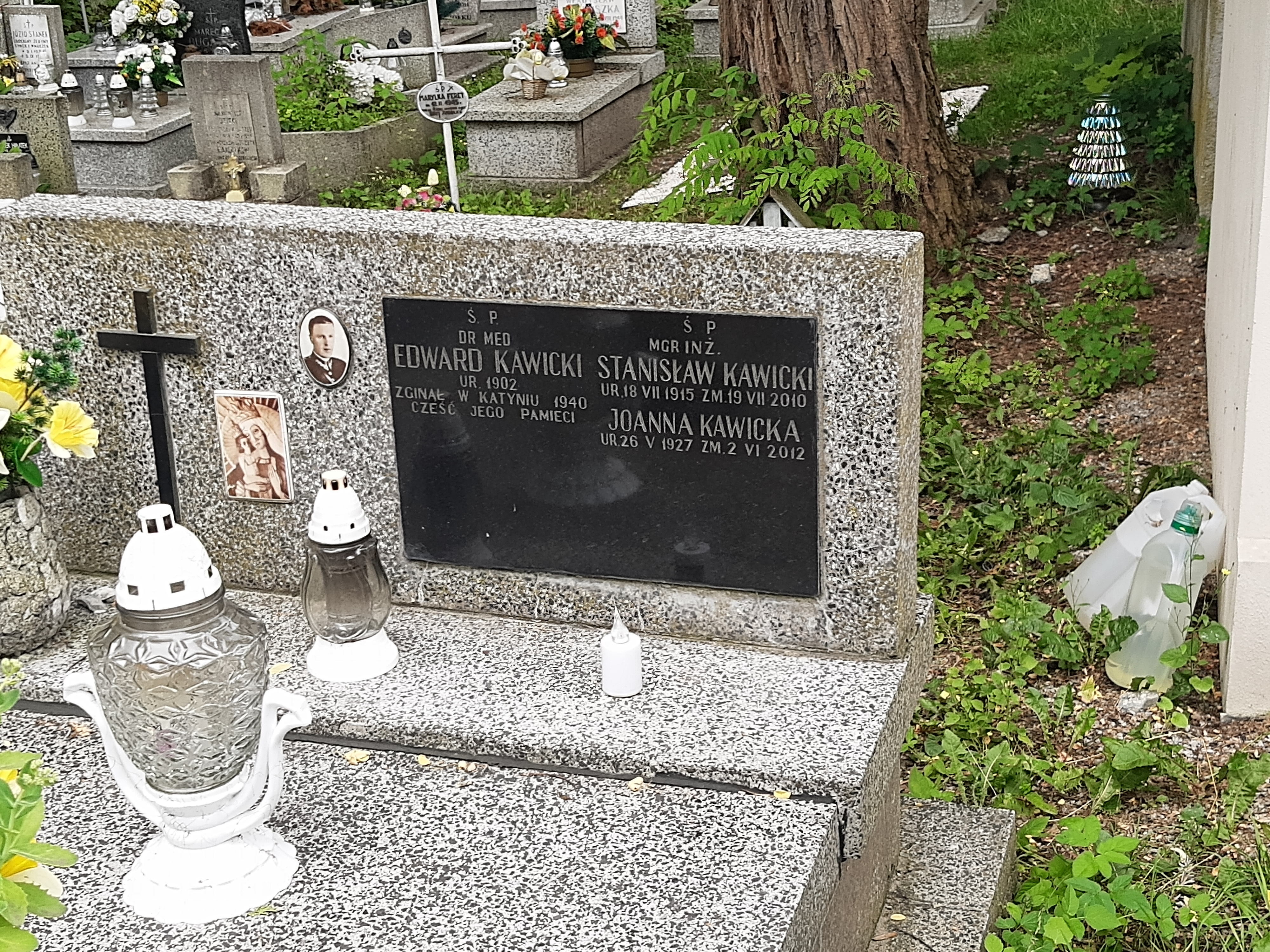
Grób symboliczny na Cmentarzu Podgórskim (kwatera VI-wsch.-34)

5 października 2007 roku minister obrony narodowej Aleksander Szczygło mianował go pośmiertnie na stopień majora. Awans został ogłoszony 9 listopada 2007 roku w Warszawie, w trakcie uroczystości „Katyń Pamiętamy – Uczcijmy Pamięć Bohaterów”.